# ファラオの装身具
この項目では、ファラオの装身具について説明する。王は彫像や壁画などには、王権・権力を象徴するものとともに描かれた。ここではその主だったものを紹介する。

## 冠
王は様々な種類の冠を所有していたが、このうちほとんどの材質は不明である。以下、ヒエログリフとともに画像付きで示すが、ヒエログリフ表記はコアのみ表し、音声補字は示さない。

### 白冠・赤冠・二重冠
|  |

|  |

|  |

|  |

|  |

|  |

|  |

|  |

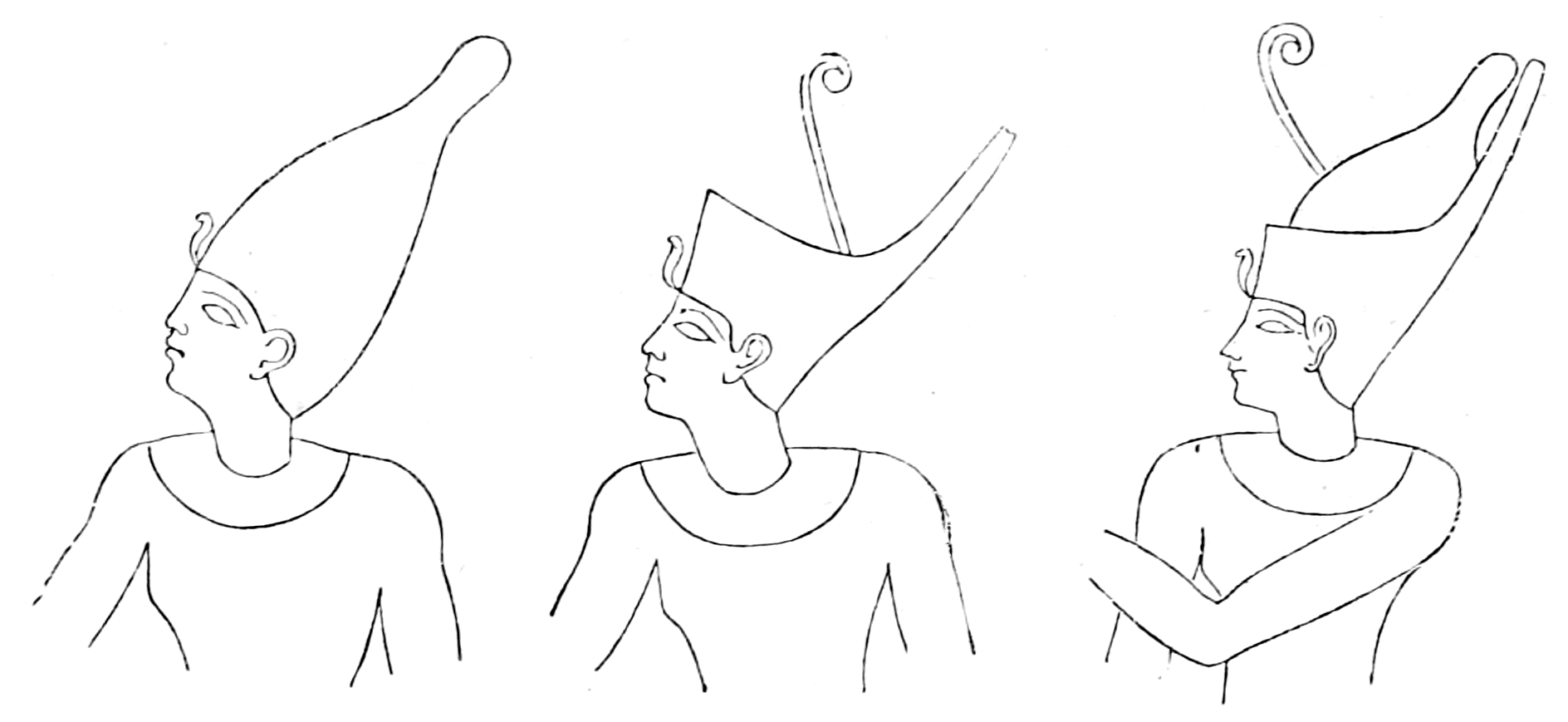
白冠(左)・赤冠(中央)・二重冠(右)

それぞれ、ヘジェト(HDt)、デシェレト(dSrt)、セケムティ(sxm.ty)という別名があった。
これらはまた、それぞれ上エジプト、下エジプト、上下エジプトを象徴していた。
赤冠（デシェレト）の頭頂から伸びる巻き毛のようなものを「ヘマチェト」という。ウナス王のピラミッド・テキストに「かれのため、宮廷が作られ　かのため、ヘマチェトが編まれる」と書かれている。

### 青冠
| S7 |

| S7 |

青冠

戦闘場面など、軍事面での王権を示すための冠。ケペレシュともいう。中王国時代後の第2中間期第13王朝の石碑に初出。

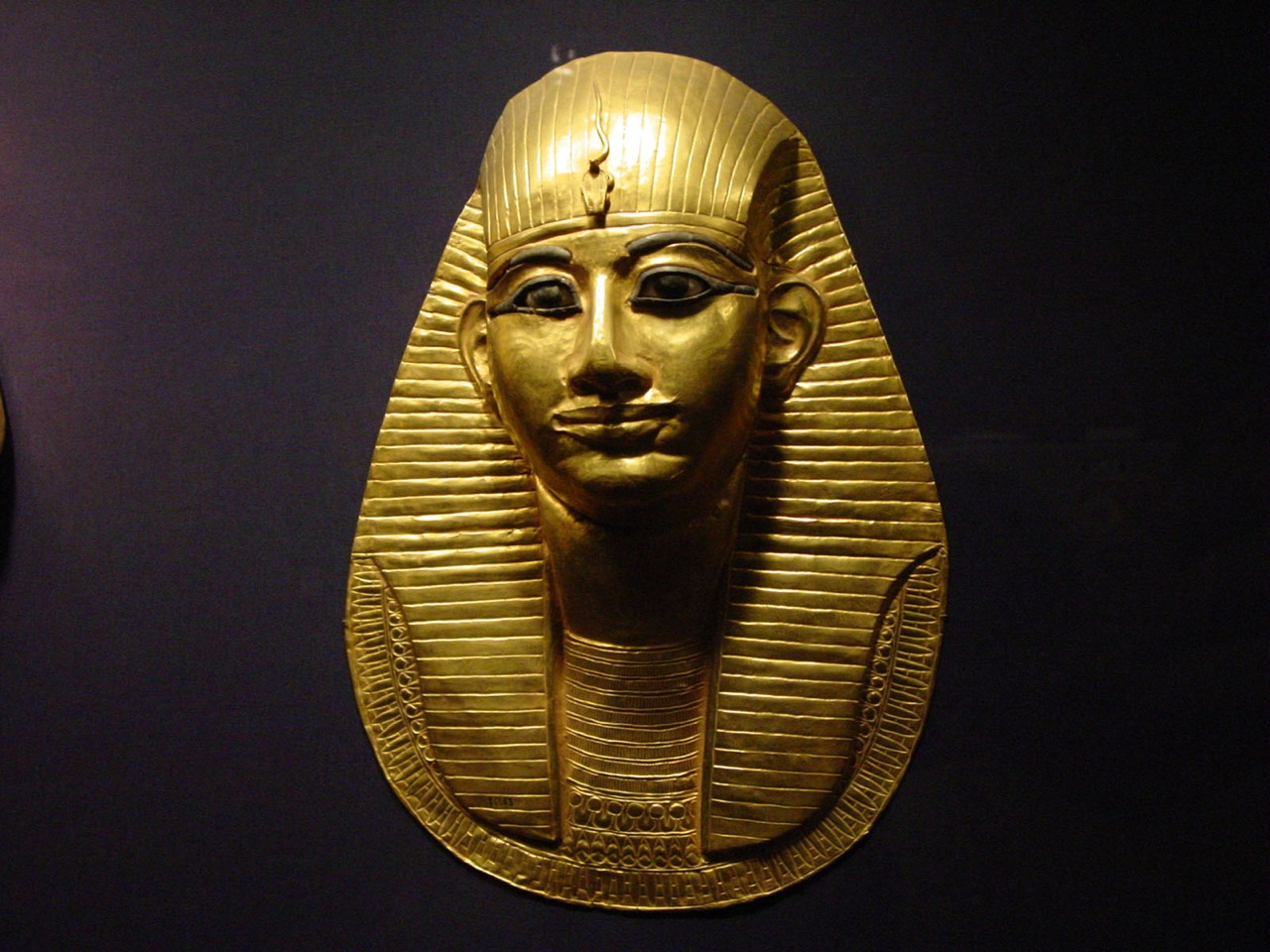
アメンエムオペト王の黄金のマスク。ネメス頭巾の額にウラエウスがある

### ネメス
| n · T34 · m | s | V6 |

| n · T34 · m | s | V6 |

最も一般的な頭巾で、王だけでなく貴族も被った。エジプト第1王朝のファラオであるデンの墓から発見された象牙のプレートには、ネメスと同様の形状の頭部を持つ人物が描かれている。また、初期はウィッグと共に用いられていたともされる。第4王朝以降権威を表す象徴としても用いられ、王が被る場合は額にウラエウスや、上下エジプトの守護女神であるネクベトとウアジェトを模したハゲワシとコブラの意匠が付けられた。ツタンカーメンのマスクはネメスである。
額に長方形の布を当て、耳を出す形で頭を覆い、折りたたんだ布で両肩に垂れ飾りを形作る。後頭部で棒状の垂れ飾りを作ってまとめることで着用する。

### アテフ
| S8 |

| S8 |

アテフ冠

白冠またはパピルスの茎を束ねたものを中心に、左右にダチョウの羽を配置した。
場合により、ヤギの角を冠の左右下に配置したり、太陽円盤を組み合わせられた。オシリス神やソカル神などが被り、人の場合は神殿の祭司が被った。王も、神殿の儀式などで神官の役をするときに使用した。

### シュウティ
| S9 |

| S9 |

アメン神の冠。大きな聖なる「二枚の羽」であり、メンチュ神が身に着けることもある。

## 杖

### ヘカ
| S38 |

| S38 |

握りの部分が鍵型に曲がっており、牧民の杖を表す。上エジプトの王権を象徴する物の1つ。なお、表意文字として、「支配する」という動詞、「支配者」という名詞をも表す。

### ネケク
| S45 |

| S45 |

脱穀の際に用いる打ち棒であり、農民の竿を表す。農耕が盛んだった下エジプトを象徴している。なお、ヘカとネケクの2本を一組にし手に持った形で王やオシリスは表される。

### ウアス
| S40 |

| S40 |

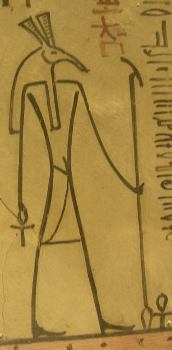
セト神が持つウアス。トトメス3世の墓にて。

ウアスは力・支配・統治の象徴である。最初期の例は第1王朝に遡る。杖の頭の部分にセト神の顔が表されることがあり、また、セトやアヌビスなどの神とも関連付けられ、神権も象徴していた。後には、セトが象徴する混沌の力を制御するシンボルとしても用いられた。
この杖は先が二股に分かれているが、その原因として、ヘビよけの杖の名残ではないかという説がある。二股の部分でヘビの頭を押さえると、胴は杖に巻き付くため容易に捕まえることができるのである。
古代エジプト人にとって、ヘビはアペプに象徴されるように太陽神の航行や来世への旅を邪魔する魔物の象徴であり、それを退治する道具であるウアス杖は王や神の守護の象徴とされていたようである。
葬儀においてはウアスは死者に彼岸での幸福をもたらすとされ、副葬品とされたり墓や棺の装飾に使われたりした。ウアスは護符とも考えられていた。エジプト人は空は四本の柱によって支えられていると考え、この柱はウアスの形をしているとされた。また、ウアスは上エジプト第四のノモスであるテーベの象徴ともされた。
ウアスはしばしばアンクやジェドなどのシンボルと共に描かれた。
ウアスが遺物として出土する例が確認されているが、それによると材質はファイアンス焼きか木である。
ヒエログリフにおけるウアスは力を意味する言葉として使われる。

### ヘジュ
こん棒であり、王がこれを手に持った形で描かれることがある。

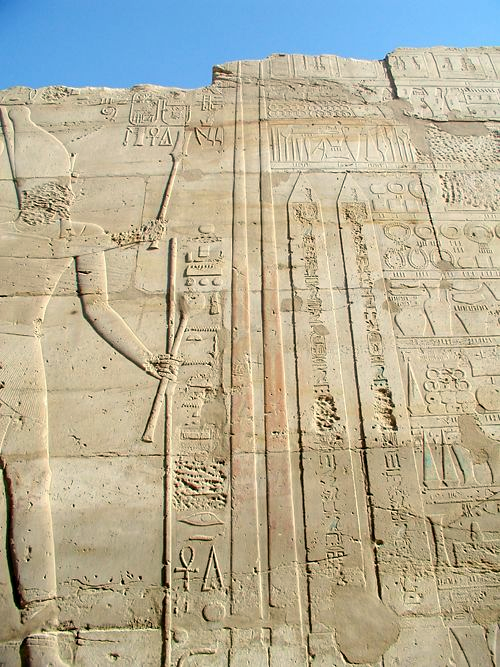
ヘジュ棒（こん棒）とセケム(sxm)笏（アヴァ笏）を持つトトメス3世が、彼が建てた2つのオベリスクの前で立っているレリーフ。

### アブァ笏
王の持つ権威を象徴する笏の一つ。表音文字としては、セケム(sxm)の意味がある。

## その他

### アンク
| anx |

| anx |

生命・生命力を象徴し、王がこれを(右)手に持った姿で描かれることがある。

### ティト
| V39 |

| V39 |

「イシス女神の血」の別名を持ち、結んだリボンを表す。生命力・母性的な守護を象徴する。王が死んだ後にオシリスとなった際、「オシリス・セティ」などと書く時に用いられることがある。
|                         |   |     |     |   |   |         |
| \| \| \| \| \| \| \| \| |   |     |     |   |   |         |
|                         |   |     |     |   |   |         |
| p · t                   | H | A43 | V39 | i | i | N36 · n |

| p · t | H | A43 | V39 | i | i | N36 · n |

|                         |   |     |     |   |   |         |
| \| \| \| \| \| \| \| \| |   |     |     |   |   |         |
|                         |   |     |     |   |   |         |
| p · t                   | H | A43 | V39 | i | i | N36 · n |

| p · t | H | A43 | V39 | i | i | N36 · n |